# Taiwo Olayemi Elufioye
Taiwo Olayemi Elufioye là một dược sĩ và nhà nghiên cứu người Nigeria. Elufioye trở thành giáo sư tại khoa dược thuộc Đại học Ibadan.
Elufioye sinh ra trong một gia đình có học thức, nơi mẹ cô là giáo viên và cha cô là quản trị viên tại một trường đại học. Toàn bộ gia đình cô, bao gồm cả anh chị em của cô đã học đại học.
Elufioye đã được trao tặng một khoản tài trợ nghiên cứu của Quỹ MacArthur để tiến hành nghiên cứu trên một số cây thuốc ở Nigeria để thử nghiệm các hợp chất có thể được sử dụng để chống lại bệnh thoái hóa thần kinh.
Năm 2014, Elufioye là một trong năm phụ nữ giành được giải thưởng Elsevier Foundation cho các nhà khoa học phụ nữ có nghề nghiệp sớm ở các nước đang phát triển. Elufioye đã giành giải thưởng cho công trình nghiên cứu về tính chất dược lý của cây tại Nigeria. Nghiên cứu của cô đặc biệt tập trung vào các hợp chất có thể được sử dụng để điều trị bệnh sốt rét, vết thương, giảm trí nhớ, bệnh phong và ung thư. Giải thưởng Elsevier Foundation bao gồm giải thưởng trị giá 5.000 đô la và chuyến đi được thanh toán toàn bộ chi phí tới Chicago để nhận giải thưởng. Khi cô giành giải thưởng, Phó hiệu trưởng tại Đại học Ibadan, Isaac Adewole, nói rằng những thành tựu của Elufioye "sẽ truyền cảm hứng cho những người phụ nữ khác trong khoa học" và rằng cô là "niềm tự hào của Nigeria và toàn lục địa châu Phi".
Elufioye được công bố trên Tạp chí nghiên cứu y sinh châu Phi, Nghiên cứu dược lý, Tạp chí quốc tế về dược phẩm, và Tạp chí châu Phi về các loại thuốc truyền thống, bổ sung và thay thế.